# Willow Creek (Montana)
Willow Creek é uma Região censo-designada localizada no estado americano de Montana, no Condado de Gallatin.

## Demografia
Segundo o censo americano de 2000, a sua população era de 209 habitantes.

## Geografia
De acordo com o United States Census Bureau tem uma área de
2,8 km², dos quais 2,8 km² cobertos por terra e 0,0 km² cobertos por água. Willow Creek localiza-se a aproximadamente 1268 m acima do nível do mar.

## Localidades na vizinhança
O diagrama seguinte representa as localidades num raio de 28 km ao redor de Willow Creek.